# Aletris foliosa
Aletris foliosa är en enhjärtbladig växtart som först beskrevs av Carl Maximowicz, och fick sitt nu gällande namn av Louis Édouard Bureau och Adrien René Franchet. Aletris foliosa ingår i släktet Aletris och familjen myrliljeväxter. Inga underarter finns listade i Catalogue of Life.